# Blattoptera
Los blatópteros (Blattoptera, gr. "alas de cucaracha") son un orden de insectos fósiles  emparentados con las cucarachas, mantis y termitas, de aspecto general y posiblemente hábitat parecidos a los de las actuales cucarachas. Se consideran un orden, aunque, siendo parafilético, se cita con mucha frecuencia sin un nivel taxonómico formal. Se han sugerido varios nombres para este grupo fósil, incluyendo Blattodea, un nombre normalmente usado para el grupo que incluye a las cucarachas modernas (orden Blattaria) así como a sus parientes fósiles.

## Posición sistemática
Popularmente se piensa que las cucarachas son un orden antiguo de insectos, con un origen que se remonta al Carbonífero.
 Sin embargo, desde mediados del siglo XX se ha podido comprobar que los primitivos insectos con aspecto de cucaracha encontrados fosilizados en los estratos del Paleozoico son los precursores no sólo de las cucarachas modernas sino también de las mantis y termitas. El origen de estos grupos de la estirpe de los blatópteros se cree en la actualidad que proviene del Jurásico Inferior; la cucaracha moderna más antigua encontrada hasta ahora es del Cretácico. Así pues, las «cucarachas paleozoicas» no son cucarachas auténticas, sino un ensamblaje parafilético de parientes primitivos.

## Anatomía y hábitos
Los fósiles asignados a los blatópteros son de morfología general parecida a la de las cucarachas, con un gran pronoto con forma de disco que cubre la mayor parte de la cabeza, largas antenas, patas adaptadas para correr, cuerpo aplanado y alas de amplia venación con la distintiva vena CuP arqueada tan típica de las alas de las cucarachas modernas. Al igual que éstas, los blatópteros eran probablemente rápidos habitantes de la hojarasca que se alimentaban de una amplia variedad de materias muertas vegetales y animales.
Contrariamente a las formas modernas, los blatópteros hembra tenían todos un oviscapto externo bien desarrollado, un rasgo primitivo de los insectos. Probablemente insertaban los huevos uno a uno en la tierra o en grietas. Las ootecas (cápsulas con huevos) propias de las cucarachas modernas y de las mantis es un nuevo rasgo compartido que les separa de sus primitivos antepasados. Algunas de las especies de blatópteros podían alcanzar tamaños relativamente grandes comparados con sus parientes modernos, como es el caso de Archimylacris, del Carbonífero, y Apthoroblattina, del Pérmico, pudiendo el segundo alcanzar una longitud corporal de 50 cm.